# Orochimaru (Naruto)
Orochimaru (Japans: 大蛇丸) is een belangrijke antagonist in de anime en manga Naruto van tekenaar Masashi Kishimoto. Orochimaru's naam en uiterlijk zijn afgeleid van Orochimaru het gelijknamige personage in de Japanse mythologie.
Orochimaru heeft in de Japanse anime een formele, vrouwelijke stem om hem sinisterder over te laten komen.
Orochimaru werd samen met Jiraiya en Tsunade opgeleid in de ninjavechtkunst door meester Hiruzen Sarutobi. Orochimaru was getalenteerd, maar had ook een honger naar macht. Na een tijd werd Orochimaru bezeten door een gedachte alle Jutsu's (technieken) van de ninjawereld te ontdekken, en ook zijn eigen Jutsu te ontwikkelen. Sarutobi hoopte dat Orochimaru de volgende Hokage (leider van Konohagakure, het in de bladeren verborgen dorp) zou worden. Toen Sarutobi aftrad als Hokage koos hij toch een andere Hokage uit, dit was het moment waarop Orochimaru zijn wrede experimenten begon. Hij onderwierp zichzelf aan experimenten en vluchtte Konoha uit.
Jiraiya had een zware tijd omdat hij niet kon geloven dat zijn vriend (Orochimaru) dit deed. Na een tijdje sloot Orochimaru zich aan bij Akatsuki de groep van criminelen die op de Bijuu's op jacht waren. Na een paar jaar verliet Orochimaru deze groep omdat hij Uchiha Itachi's lichaam wilde overnemen. Itachi bleek te sterk en daarom vluchtte Orochimaru weg van de groep. Hij begon zijn eigen "Hidden Village" de Hidden Sound Village.
Zijn haat voor Sarutobi groeide in die jaren door, zover dat hij bijna Konoha vernietigde.
Op de dag dat Konoha bijna vernietigd was doodde Orochimaru ook Sarutobi.
Daarna kwam Sasuke bij hem trainen en ging Orochimaru samen met zijn onderdaan Kabuto Yakushi verder. Tot hij op een dag in gevecht kwam met Jiraiya en Tsunade. Orochimaru vluchtte en bleef Sasuke Uchiha trainen.